# Emil Paul Tscherrig
Emil Paul Tscherrig (* 3. února 1947 Unterems, Wallis, Švýcarsko) je římskokatolický arcibiskup a diplomat Svatého stolce.

## Život
Narodil se jako první z osmi dětí švýcarské horské rolnické rodiny. Po maturitě na Kollegium Brig vstoupil do kněžského semináře ve švýcarském Sionu a později v Givisiez. 11. dubna 1974 přijal kněžské svěcení. Získal doktorát na Papežské gregoriánské univerzitě.
Papež Jan Pavel II. je v roce 1978 povolal do diplomatických služeb Svatého stolce. Stal se posléze tajemníkem zastoupení Svatého stolce v Ugandě, Jižní Koreji, Mongolsku a Bangladéši. 26. listopadu 1992 jej papež Jan Pavel II. jmenoval papežským prelátem Jeho Svatosti.
Dne 4. května 1996 byl jmenován Janem Pavlem II. titulárním arcibiskupem z Voli a stal se apoštolským nunciem v Burundi, které bylo africkým krizovým územím. Na biskupa jej vysvětil 27. června 1996 kardinál Angelo Sodano; spolusvětiteli byli Henri kardinál Schwery a Norbert Brunner, biskup ze švýcarského Sionu.
V roce 2000 se stal nunciem v Trinidadu a Tobagu, v Dominikánské republice, Jamajce, Grenadě, Guyaně, Svaté Lucii, Svatém Vincenci a Grenadinách a Bahamách. Od roku 2001 dále i v Barbadosu, Antigui a Barbudě, Surinamu a Svatý Kryštof a Nevis. V roce 2004 převzal nunciaturu v Koreji a Mongolsku.
Papež Benedikt XVI. jej v roce 2008 jmenoval nunciem pro severské země: Švédsko, Dánsko, Finsko, Island a Norsko, se sídlem nedaleko Stockholmu. 5. ledna 2012 jej jmenoval Benedikt XVI. apoštolským nunciem v Argentině. Od roku 2017 působil jako apoštolský nuncius pro Itálii a San Marino. V březnu 2024 jej v této službě nahradil chorvatsko-kanadský arcibiskup Petar Rajič, a kardinál Tscherrig se odebral na odpočinek.